# Rajd Magurski 2007
Rajd Magurski 2007 – 3. edycja Rajdu Magurskiego. Był to rajd samochodowy rozgrywany od 2 do 3 lutego 2007 roku. Bazą rajdu było miasto Gorlice. Była to pierwsza runda Rajdowych Samochodowych Mistrzostw Polski w roku 2007. Rajd składał się z jedenastu odcinków specjalnych.

## Wyniki końcowe rajdu[1]
| Miejsce | Kierowca              | Pilot                 | Samochód                       | Czas      | Strata  | Grupa Klasa |
| ------- | --------------------- | --------------------- | ------------------------------ | --------- | ------- | ----------- |
| 1       | Tomasz Kuchar         | Jakub Gerber          | Subaru Impreza STi N12         | 1:36:46.4 | -       | N4          |
| 2       | Paweł Dytko           | Tomasz Dytko          | Mitsubishi Lancer Evo VIII     | 1:36:54.3 | +7.9    | N4          |
| 3       | Sebastian Frycz       | Jacek Rathe           | Subaru Impreza STi N12         | 1:37:26.4 | +40.0   | N4          |
| 4       | Michał Bębenek        | Grzegorz Bębenek      | Mitsubishi Lancer Evo IX       | 1:37:46.6 | +1:00.2 | N4          |
| 5       | Michał Sołowow        | Maciej Baran          | Mitsubishi Lancer Evo IX       | 1:38:11.0 | +1:24.6 | N4          |
| 6       | Zbigniew Staniszewski | Bartłomiej Boba       | Mitsubishi Lancer Evo IX       | 1:38:32.4 | +1:46.0 | N4          |
| 7       | Tomasz Czopik         | Glib Zagoriy          | Volkswagen Polo MK4 S2000      | 1:39:53.6 | +3:07.2 | S2000       |
| 8       | Jakub Wysocki         | Maciej Kluziński      | Mitsubishi Lancer Evo VIII     | 1:40:03.7 | +3:17.3 | N4          |
| 9       | Mariusz Stec          | Zbigniew Gruszka      | Mitsubishi Lancer Evo IX       | 1:40:43.5 | +3:57.1 | N4          |
| 10      | Maciej Lubiak         | Sebastian Rozwadowski | Fiat Grande Punto Abarth S2000 | 1:41:29.2 | +4:42.8 | S2000       |